# Виктория (Мальта)

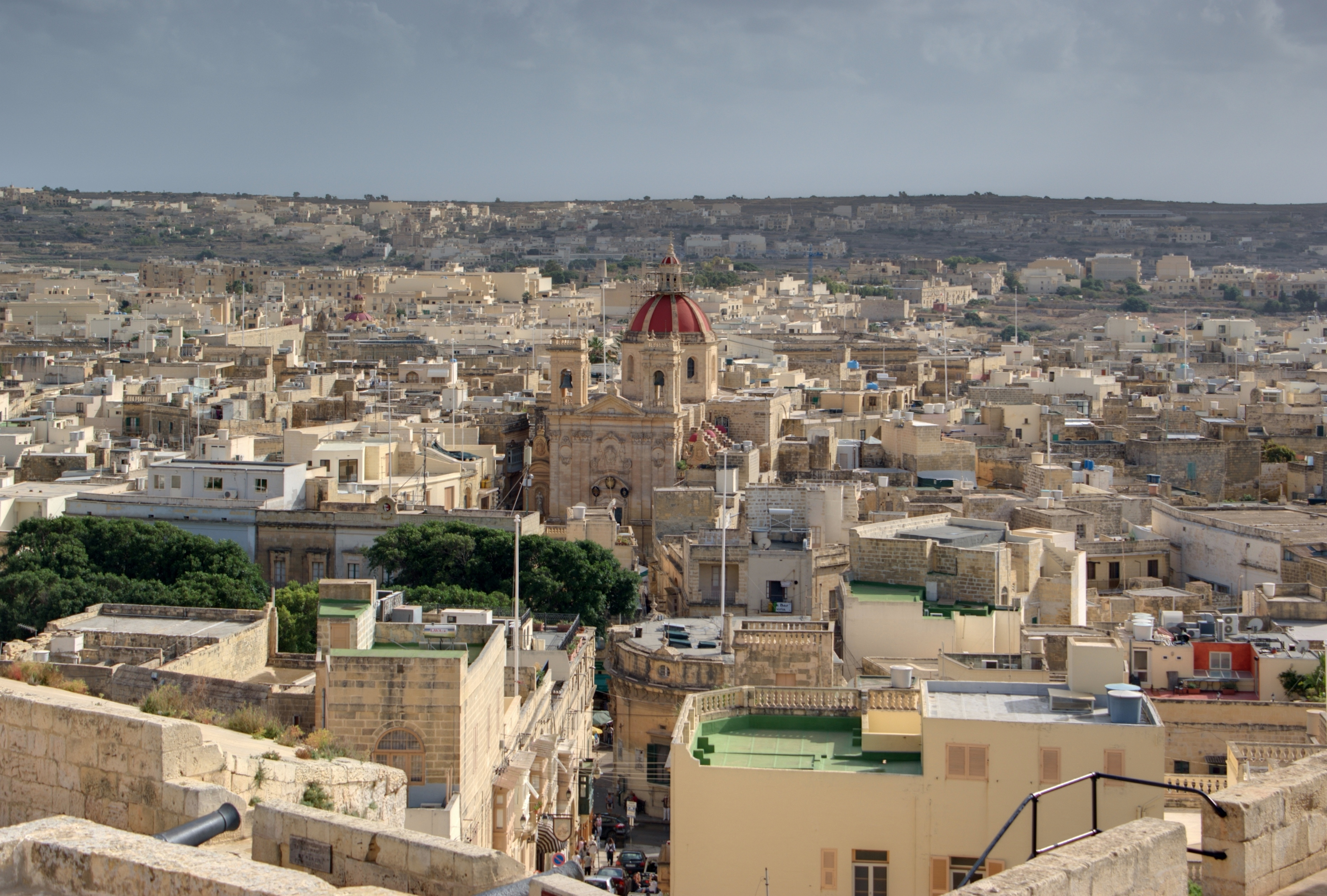
Вид на город Виктория

Виктория (до 1887 г. — Рабат) — главный город второго по величине острова Мальты Гоцо.

## История
Город был переименован в 1887 г. в честь королевы Виктории.
Поселение на месте города возникло уже в эпоху бронзового века, позднее здесь селились финикийцы и римляне, которые возвели цитадель города, позднее перестроенную.

## Цитадель
Хорошо укреплённая, цитадель возвышается на высоте 150 м над уровнем моря, из неё хорошо видны окрестности острова Гоцо.
Место, на котором сейчас располагается цитадель, ранее было акрополем пуническо-римского поселения Гаулос, в Средние века акрополь был превращен в замок. Защитные сооружения, выстроенные в античную эпоху, устарели уже к XVI веку ― в 1551 году османские войска вторглись на остров Гоцо и разграбили цитадель.
Между 1599 и 1622 годами были проведены работы по укреплению южных стен цитадели. Северные стены остались нетронутыми ― они до сих пор сохраняют средневековый вид. В последующие десятилетия крепость стала приходить в упадок, и в XVII-XVIII веках стали появляться планы по сносу цитадели, которые так и не были осуществлены.
Цитадель участвовала в боевых действиях во время французского вторжения на Мальту и последовавшего за ним восстания, в обоих случаях крепость сдалась без особого боя. Она перестала выполнять функцию военного объекта 1 апреля 1868 года.
В 1998 году цитадель была включена в предварительный список всемирного наследия ЮНЕСКО.

### Собор Санта-Мария
Собор Санта-Мария находится внутри цитадели. Он был возведён в 1697 году по проекту архитектора Лоренцо Гафа на руинах прежней церкви, разрушенной землетрясением, которая, в свою очередь, была возведена на руинах римского или финикийского периода.
Среди изображений в соборе обращает на себя внимание «Рождение Девы и Непорочное Зачатие», художник Микеле Бусуттил.

## Галерея изображений

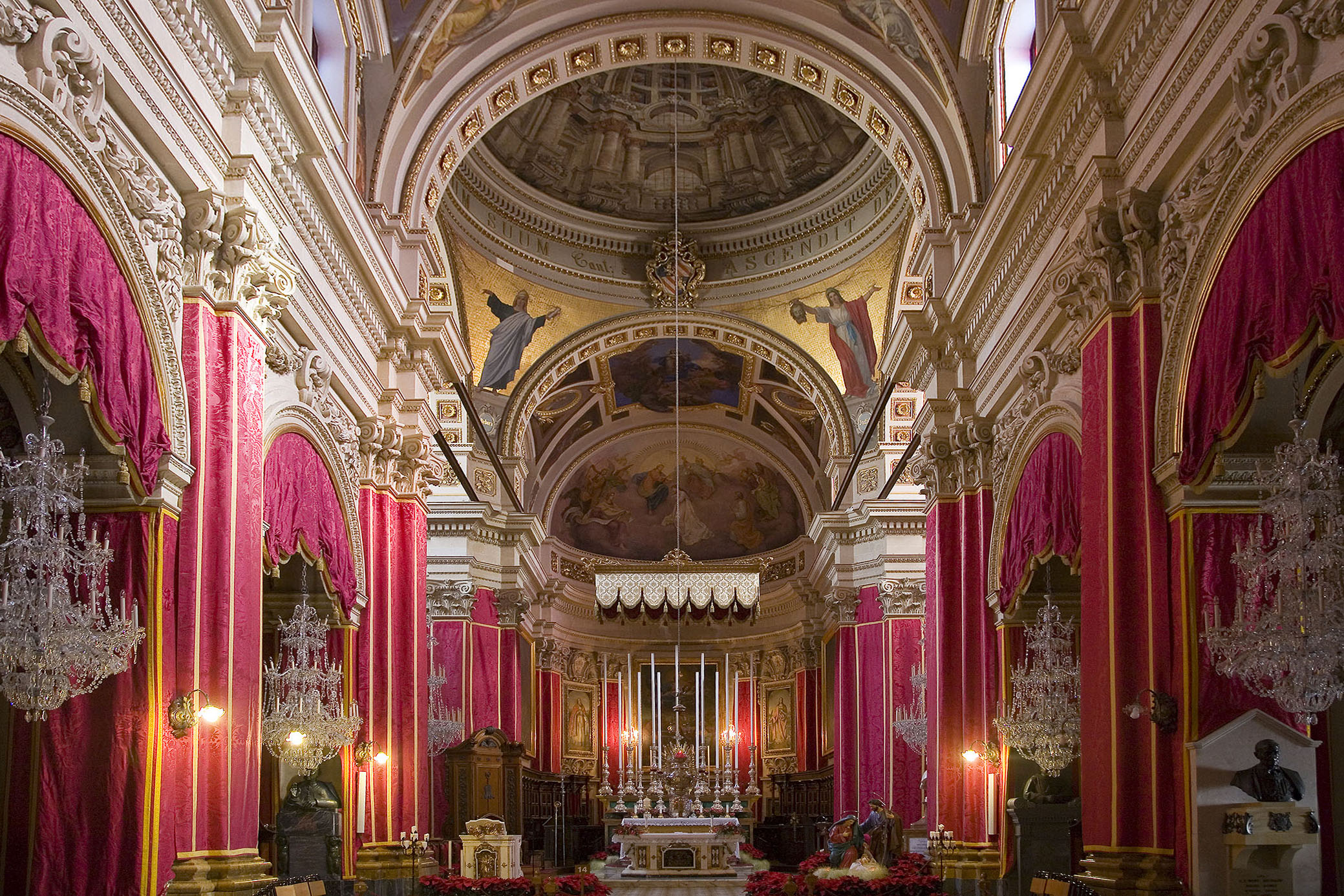
Вид изнутри Собора Успения в цитадели Виктории.
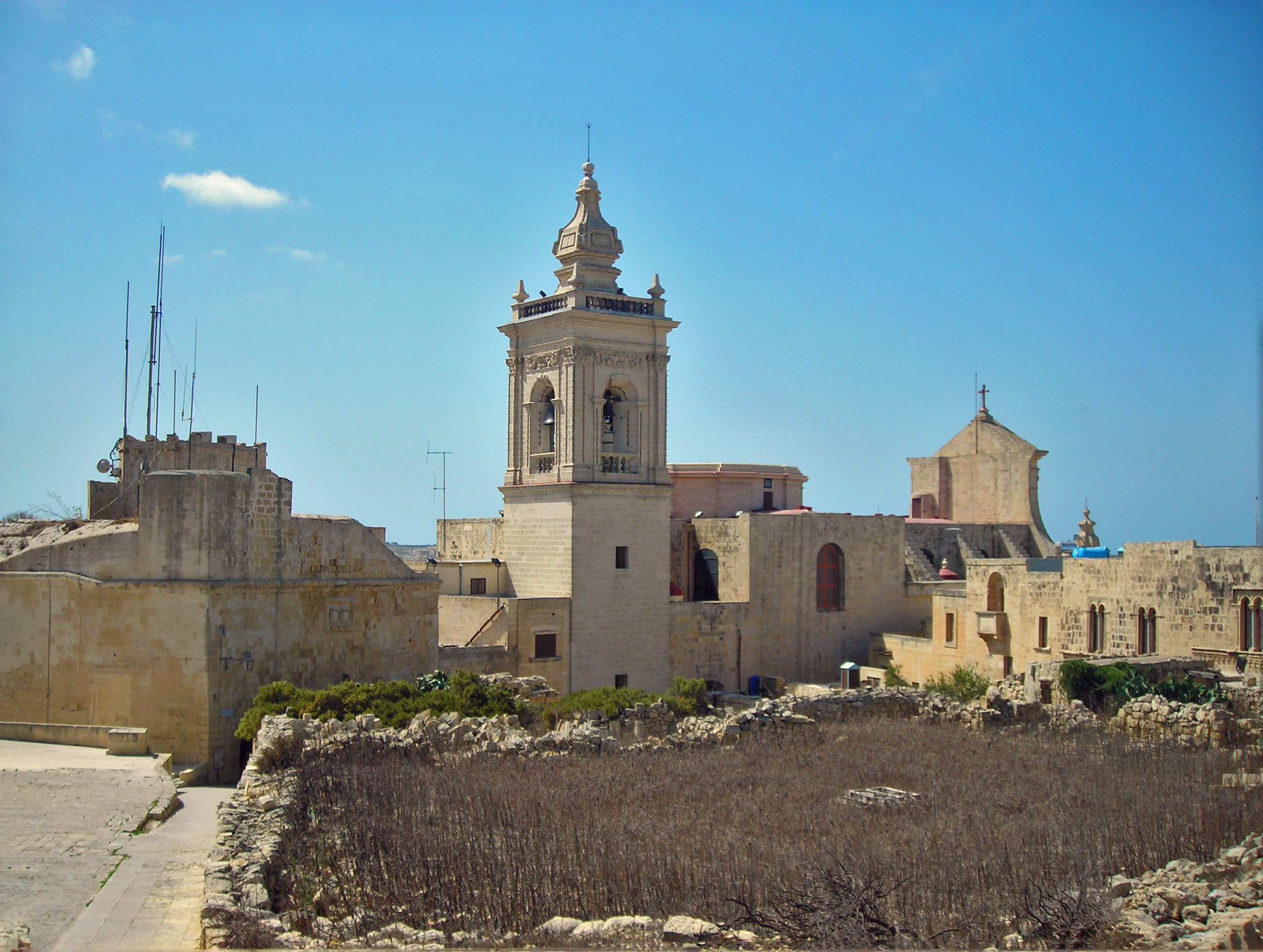
Вид снаружи Собора Успения.
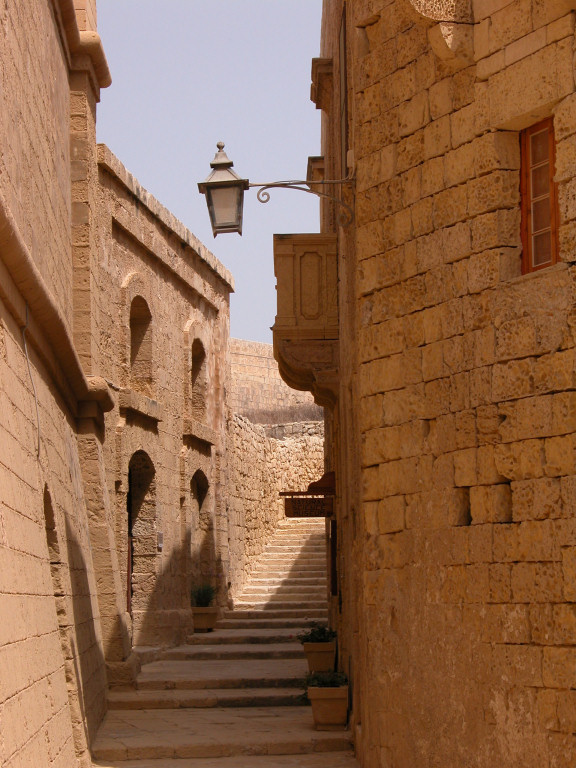
Одна из улиц в Цитадели.
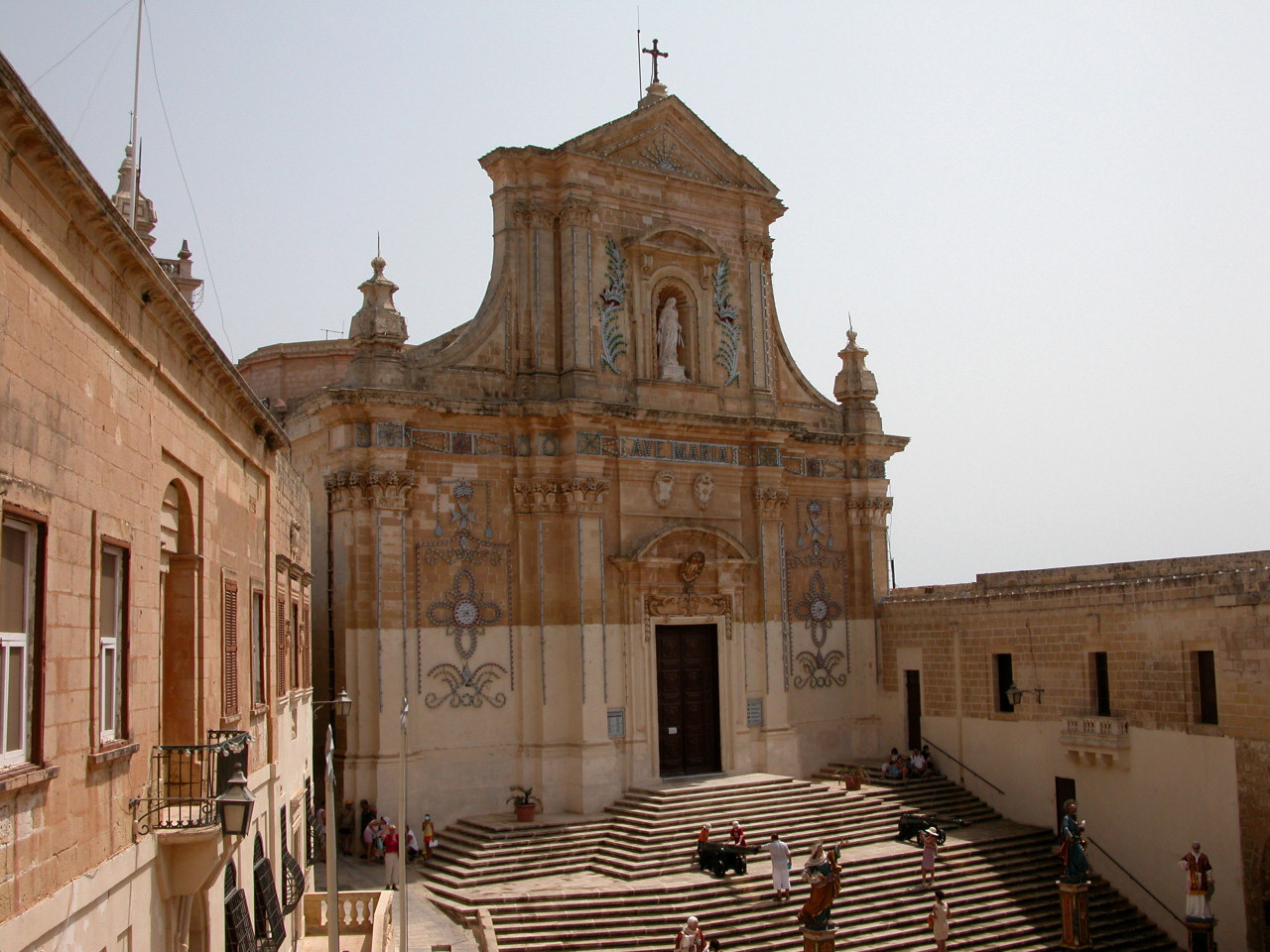
Собор Санта-Мария.